# Historische Bürgerwache Ehingen
Die Historische Bürgerwache Ehingen ist eine bis in das Jahr der Stadtgründung Ehingens im Jahre 1230 zurückreichende Bürgerwehr, heute in der Rechtsform eines eingetragenen Vereines in Ehingen an der Donau. Die Bürgerwache ist die größte Bürgerwehr im „Landesverband historische Bürgerwehren und Stadtgarden Württemberg und Hohenzollern“. Sie hat die Aufgabe, die Stadt im In- und Ausland zu repräsentieren. Sie nimmt an weltlichen Festen, wie Rekrutenvereidigungen der Bundeswehr, sowie an kirchlichen Hochfesten, wie zum Beispiel Fronleichnamsprozessionen teil.

## Geschichte
Im Jahre 1343, nach dem Aussterben des Berger Grafenhauses wurde die Stadt Ehingen an das Haus Habsburg verkauft. Ab diesem Zeitpunkt war es von allen auswärtigen Kriegsdiensten befreit. Im Jahre 1500 hielt sich Kaiser Maximilian mehrmals innerhalb der Mauern von Ehingen auf. Zu seinem Freundeskreis gehörten die gebürtigen Ehinger Gebrüder Winckelhofer, der Dichter Jakob Locher und der Bildhauer Jörg Muskat.

### Nachweise über die Bürgerwache
Der älteste Nachweis der Bürgerwehr lässt sich aus einer Beschreibung der Zugreihenfolge einer Prozession kurz nach der Dreißigjährigen Kriegszeit von 1618 bis 1648 am 12. Mai 1668 belegen. Bei dieser Prozession wurde der Schrein mit den Reliquien des Heiligen Florentius ausgehend vom Konvent der Franziskaner in Ehingen von der Klause im Groggenthal zum Riedlinger Stadttor am Ochsenberg zur St.-Blasius-Kirche gebracht. Der als endlos beschriebene Zug hatte zwölf Gruppen:
- 1.Vortrab: Abteilung uniformierter Reiter mit ihrer Kriegsfahne
- 5. Städtische Musikkorps
- 7. Vier Ratsherren als Reliquienschreinträger zu beiden Seiten begleitet von der Bürgergarde zu Fuß.[1]

Nach dem Dreißigjährigen Krieg war Ehingen regelmäßiger Treffpunkt der schwäbisch-österreichischen Stände. Im Jahre 1684 ging Österreich dazu über ein eigenes stehendes Heer zu bilden. Der Bürgerwache blieb die Aufgabe einer Art Bereitschaftspolizei innerhalb der regulären Stadtbewachung und Repräsentationsaufgaben wie die Beteiligung an Fronleichnamsprozessionen. Ein weiterer Nachweis über die Existenz der Bürgerwache ist eine Stadtkassenabrechnung aus dem Jahre 1780. Danach wurden von der Stadtkasse ein Leutnant, Fähnrich, fünf Musikanten, vier Trommler, sechs Korporale, Achtundvierzig Mann zu Fuß, Vierundzwanzig Reiter und vier Dragoner-Offiziere entlohnt.
Ein weiterer Nachweis der Bürgerwache ist ein Motivbild im Ehinger Museum aus dem Jahre 1817 – auch auf dem äußeren Einband des Ehinger Heimatbuches von Pfarrer Franz Michael Weber mit dem Titel „Geschichte einer oberschwäbischen Donaustadt“ dargestellt. Das Bild zeigt den Einzug eines Garbenwagens nach den großen Hungerjahren am 28. Juli 1817.
Somit kann davon ausgegangen werden, dass die Bürgerwache spätestens 1817 wiederbegründet worden war. Per Dekret war sie nach der Einverleibung der österreichischen Stadt in das Königreich Württemberg 1809 von dem neuen Landesherrn König Friedrich I. aufgelöst worden.
Im Jahre 1861/61 erfolgte die Wiederbegründung der Bürgerwache als Verein mit Statuten. Von diesem Zeitpunkt an existieren sämtliche Protokolle des Vereins zur Einsicht.

### Heutige Bürgerwache
Die Hist. Bürgerwache Ehingen besteht aus fünf Zügen. Der Musikzug wird vom Musikverein Lyra Stadtkapelle Ehingen gestellt. Wichtige Ereignisse der Bürgerwache in chronologischer Reihenfolge des letzten Jahrhunderts bis in die Gegenwart waren:
- 1904 Wurden neue Gewehre beschafft
- 1914 Fahnenweihe Bürgerwache
- 1920 Gedächtnisfeier für die im Kriege Gefallenen
- 1928 1. Schützenschnurschießen
- 1937 120-jähriges Bestehen der Bürgerwache – Tagung des Landesverbandes
- 1946 erstes Ausrücken zu Fronleichnam nach dem Zweiten Weltkrieg
- 1953 Übernahme der Patenschaft zur Bürgerwehr Dietenheim
- 1964 Biwak auf Höhe 732 – Feldlager im Lautertal
- 1964 Hauptmann Markus Engelhardt führt die Bürgerwache
- 1966 1. Auftritt des Historischen Zuges an Fronleichnam
- 1968 1. Winterwanderung der Bürgerwache
- 1969 Wiederaufnahme des Schützenschnurschießens mit neuen Regularien – 4. Spielmannszugtreffen Kritikspiel und Fahnenweihe der Fahne des Hist. Zuges
- 1970 Beschluss zum Bau des bürgerwacheigenen Schießstandes
- 1974 20. Landestreffen, Ehingen wird Große Kreisstadt
- 1977 150-Jahr-Feier der Bürgerwache Ehingen mit Fahnenweihe des 1. Zuges
- 1981 Begründung Patenschaft mit der Bundeswehr in Münsingen
- 1984 29. Landestreffen mit 3000 Teilnehmern
- 1990 Harald Neu führt die Bürgerwache
- 1994 34. Landestreffen in Ehingen Auslandsreise nach Esztergom (Ungarn)
- 1995 Bürgerwache Ehingen umrahmt den Staatsbesuch des chinesischen Staatspräsidenten Jiang
- 1996 1. Garderegiment zu Fuß der Kgl. Schwed. Leibgarde in Ehingen
- 1997 Auslandsreise nach Stockholm (Schweden)
- 1998 Waldfest nach erfolgtem Schießstandanbau
- 2000 Auslandsreise Fahrt nach Esztergom (Ungarn)
- 2001 Auslandsreise zum Landestreffen der wehrhistorischen Gruppen von Wien, Niederösterreich und dem Burgenland nach Wiener Neustadt
- 2002 Auslandsreise nach Kungsänge und Stockholm (Schweden)
- 2004 39. Landestreffen mit Kritikspiel der SZ Unterzeichnung der Patenschaftsurkunde mit dem Stabs- und Unterstützungsbataillon 200 Ulm
- 2007 Auslandsreise nach Rom (Italien)
- 2012 Harald Neu tritt als Kommandant der Bürgerwache zurück
- 2012 Neue Vereinsführung – Erster Vorsitzender Alfred Kloker, Kommandant Josef Stocker
- 2012 Landestreffen in Ehingen aus Anlass des Landesjubiläum Baden-Württemberg
- 2012 150 Jahre Bürgerwache Ehingen nach Wiedergründung 1862 (1862–2012)
- 2015 Johann Krieger übernimmt das Amt des Ersten Vorsitzenden
- 2017 Josef Stocker wird erneut zum Kommandant der Hist. Bürgerwache Ehingen gewählt

Der Spielmannszug, Musikzug, I. Zug und II. Zug tragen dieselbe braune Uniform. Der III. Zug stellt die Zeit um 1770 dar und trägt eine weiß/rote Uniform.
Die Bürgerwache verfügt über einen eigenen Schießstand.
Der Große Zapfenstreich ist ein traditionelles, militärisch-feierliches Zeremoniell, das in Ehingen am Vorabend des Fronleichnamstages von der „Historischen Bürgerwache Ehingen“ als alljährlicher Höhepunkt auf dem Marktplatz aufgeführt wird. Die Bürgerwache hatte im Jahre 2009 807 Mitglieder.

### Patenschaften
- Unterstützungsverband Multinationales Kommando Operative Führung, 2004

### Partnerschaft
- 1. Garderegiment zu Fuß der Königlich Schwedischen Leibgarde, 1999